# Patagon.com
Patagon.com fue una empresa puntocom argentina, creada en 1997, que proveyó productos y servicios financieros, tales como banca personal y compra-venta de acciones, a través de Internet y fue líder entre los inversores online en el mundo hispano; y también operó en otros países como, Alemania y Estados Unidos.
Sus clientes podían comprobar en cualquier momento cómo estaba evolucionando su cartera, leer los análisis, dar una orden de compra o venta, establecer la cantidad y el precio a los que desean comprar o vender, dar la orden de que se les avise cuando una determinada acción alcance un precio límite, y enterarse de qué opinaban otros inversores respecto de la mejor actitud a adoptar para el futuro. Todo a través de Internet.

## Historia
Patagon.com se trató de un servicio ofrecido en la web en la que el usuario podía realizar operaciones bursátiles y financieras online, además de obtener, de forma gratuita y en tiempo real, información sobre las empresas y mercados, y también contactar con foros o "chatear" con inversores y analistas.
Quienes se registraban en el sistema podían personalizar la web, para conformar una  cartera, independientemente de quien sea el administrador de los fondos, sobre la cual establecer gratuitamente un seguimiento con actualización permanente. Gráficos, noticias, investigación de cada una de las acciones, y acceso a balances y opiniones de analistas, forman parte del servicio.Para ello se realizó un acuerdo con Compaq América Latina para crear un sistema de consulta de información financiera y de realización de transacciones en línea las 24 horas del día, durante todo el año, en el sitio de Patagon.com, que es operado en servidores e infraestructura de Compaq.
La empresa fue fundada y dirigida por Wenceslao Casares, Constancio Larguía y Federico Agárdy, tres excompañeros de la Universidad de San Andrés, de aproximadamente 25 años de edad. Cada uno provino de un sector diferente: el tecnológico, el legal y el de las inversiones financieras, respectivamente.
Los socios se propusieron unir dos mundos separados: Internet y el mercado de capitales. Tras un estudio de los servicios existentes en otros países (y sobre todo, después de constatar la ausencia de una oferta similar en América Latina) llegaron a la conclusión de que se trataba de un negocio con un enorme potencial de crecimiento, siguiendo el modelo de negocios de E*Trade en Estados Unidos. Con menos de 10.000 dólares emprendieron el negocio en 1997. En dos años habían logrado capitalizar a la empresa en tres oportunidades: primero un millón de dólares aportado por el húngaro, Zsolt Agardy, y fusionándose con Invest Capital, una sociedad de bolsa, iniciaron el verdadero negocio al que apuntaban, ser el primer bróker online de la región. Luego recibieron 8 millones de dólares suscriptos por Chase Capital Partners y Flatiron y más tarde 53 millones de dólares. Hasta que dieron el gran golpe de marzo de 2000, cobrando un cheque del Santander por  528 millones.
Como se mencionó para final de 1999 la empresa recibió inversión de capital por 53 millones de dólares, de parte de inversores y bancos de inversión como JP Morgan, Goldman Sachs, General Electric Capital, Reuters, Telmex, Banco Santander, Inbursa-México, IRSA Quantum Fund, entre otros, que fue anunciado por The Wall Street Journal Americas; la empresa, por ese entonces, tenía un valor de entre 120 y 180 millones de dólares.
La empresa tenía previsto cotizar en el Nasdaq para final del 2000; sin embargo fue vendida el 9 de marzo de 2000 (los contactos habían comenzado el 3 de febrero) por un total de 528 millones de dólares al Banco Santander por el 75% de las acciones, denominándose a partir de allí Patagon Internet Bank S.A en plena burbuja puntocom.Concretándose la venta total, luego de litigios judiciales, por un total de 750 millones de dólares.
En 2001, la compañía llegó a perder 61 millones de dólares. Si bien el Grupo Santander era el dueño del capital accionario de la empresa, Casares, encargado de las operaciones, no pudo ver las red flags que le indicaron que todo estaba por desmoronarse.
En abril de 2002, el banco español acordó desprenderse de Patagon America, unidad que le cedería al emprendedor. Y decidió quedarse solo con el negocio en España y Alemania, además de la marca. 
Casares decidió vender la subsidiaria en Argentina, pero una denuncia por presuntas ‘irregularidades’ por parte de su ex director de operaciones, Andrés Valentini, complicó su situación, sumado a una larga lista de juicios laborales que iniciaron los empleados. 
Patagon Europa pudo reportar beneficios tras un gran ajuste.
La marca Patagon.com fue dada de baja en el 2005, tanto en América como en Europa, y el Santander revivió desde ese año la marca Openbank.